# عمروف (بلدة)
عمروف هي بلدة في مقاطعة كرمنه في ولاية نواوي في أوزبكستان.
البلدة تحمل اسم صالح عمروف [الأوزبكية]. اسمها السابق كمالات، وهي مشهورة بزراعة القطن.